# Marc Lotz
Marc Lotz (Valkenburg aan de Geul, 19 d'octubre de 1973) va ser un ciclista neerlandès, professional des del 1998 al 2007. Al seu palmarès destaca el Tour de l'Alt Var de 2004.

## Palmarès
- 1996
  - 1r a la Fletxa del sud
- 1997
  - 1r a la Brussel·les-Opwijk
  - Vencedor d'una etapa al Teleflex Tour
  - Vencedor d'una etapa al Circuito Montañés
- 2004
  - 1r al Tour de l'Alt Var

### Resultats al Tour de França
- 1999. 72è de la classificació general
- 2000. 56è de la classificació general
- 2001. 93è de la classificació general
- 2003. No surt (2a etapa)
- 2004. 90è de la classificació general

### Resultats a la Volta a Espanya
- 2001. 100è de la classificació general

### Resultats al Giro d'Itàlia
- 2002. 70è de la classificació general